# Харьковка (Черкасская область)
Харьковка (укр. Харківка) — село в Уманском районе Черкасской области Украины.
Население по переписи 2001 года составляло 513 человек. Почтовый индекс — 20131. Телефонный код — 4748.

## Местная власть
20100, Черкасская область, Уманский район, пгт Маньковка